# 왕립 스코틀랜드 보병 연대

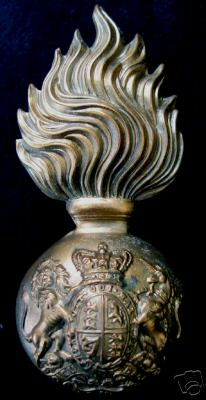
연대 뺏지

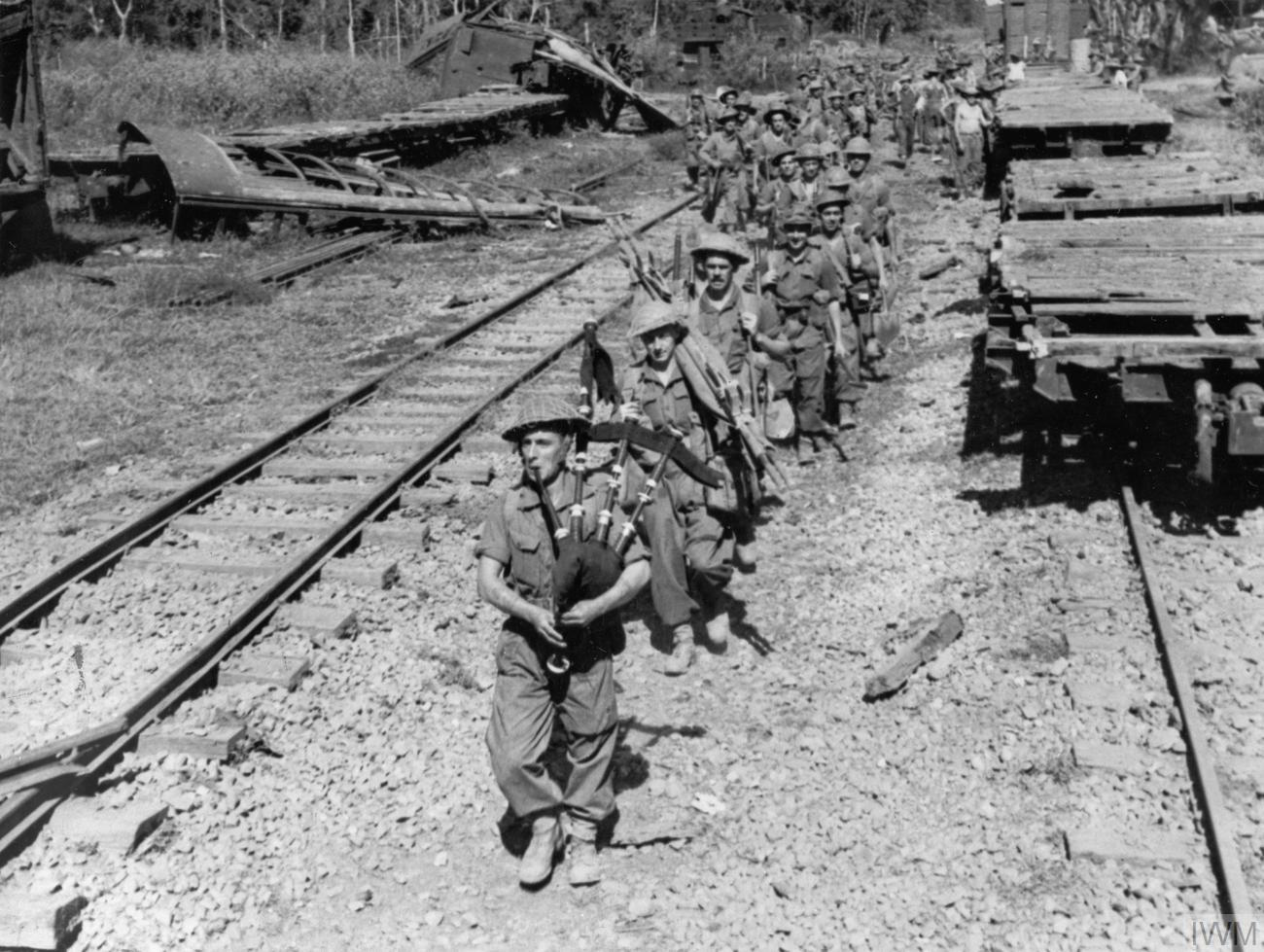
왕립 스코틀랜드 보병 연대, 1대대, 버마,1944년

왕립 스코틀랜드 보병 연대(Royal Scots Fusiliers)는 영국의 보병 연대(1678 - 1959)이다.

## 유명한 장교
- 윈스턴 처칠 경은 갈리폴리 전투 패배의 책임을 지고, 1916년 몇달동안 연대의 6대대(6th Battalion)를 지휘했다.